# Синенко, Павел Сергеевич
Павел Сергеевич Синенко — командир орудия 1-го дивизиона 780-го артиллерийского полка (207-я стрелковая дивизия, 3-я ударная армия, 1-й Белорусский фронт), старший сержант.

## Биография
Павел Сергеевич Синенко родился в крестьянской семье в селе Быково Барнаульского уезда Томской губернии (ныне Шипуновского района Алтайского края). Окончил 4 класса школы, работал токарем в Шипуновском зерносовхозе.
18 сентября Шипуновским райвоенкоматом был призван в ряды Красной армии. С октября 1941 года на фронтах Великой Отечественной войны.
Приказом по 648-му стрелковому полку от 5 ноября 1943 года за мужество и героизм в боях с немецко-фашистскими захватчиками и за подавление 2-х огневых точек противника возле села Новое Село (Псковская область) ефрейтор Синенко был награждён медалью «За отвагу».
В феврале 1944 года командир отделения ефрейтор Синенко в боях на подступах к городу Пустошка под сильным огнём противника метким огнём миномёта уничтожил ручной пулемёт и расчёт противотанковой пушки противника.  Приказом по 200-й стрелковой дивизии от 19 марта 1944 года он был награждён орденом Славы 3-й степени.
В бою 25 июля 1944 года в районе деревни Ядрово при контратаке противника наводчик миномёта сержант Синенко под сильным огнём противника вёл непрерывный огонь по наступающему противнику, уничтожая его живую силу и уничтожил 3 огневые точки противника. Приказом по 200-й стрелковой дивизии (1-й Прибалтийский фронт) он был награждён орденом Красной Звезды.
В бою севернее Даугавпилса 25 июля 1944 года, когда противник при поддержке танков и авиации предпринял контратаку отделение отделение принимало участие в её отражении и метким огнём уничтожало живую силу противника. Когда закончились снаряды, Синенко организовал отделение к отражению атаки противника штыкаи и гранатами. Противник был отброшен, что дало стрелковым подразделениям перейти в наступление. Приказом по 3-й ударной армии от 8 сентября 1944 года он был награждён орденом Славы 2-й степени.
Вскоре Синенко был ранен и после госпиталя был направлен в 780-й артиллерийский полк с которым дошёл до Берлина.  В боях за город Берлин в районе Плётцензее 24 апреля 1945 года командир орудия 1-го дивизиона старший сержант Синенко метким огнём уничтожил группу автоматчиков, занявших один из домов и препятствовавших продвижению наших стрелков. 
 
В районе рейхстага 30 апреля 45 он прямой наводкой поразил наблюдательный пункт противника. Указом Президиума Верховного Совета СССР от 15 мая 1946 года он был награждён орденом Славы 1-й степени.
Старшина Синенко был демобилизован в сентябре 1945 года. Вернулся на родину. Работал токарем в Шипуновском совхозе. С 1979 жил в городе Усть-Каменогорск.
В 1985 году в ознаменование 40-летия Победы он был награждён орденом Отечественной войны 1-й степени. Присвоено звание «Почетный гражданин города Усть-Каменогорска»
Скончался Павел Сергеевич Синенко 30 июня 1985 года.